# Acipenser desotoi
El esturión del Golfo (Acipenser desotoi) es una especie de pez acipenseriforme de la familia Acipenseridae. Es un pez endémico anádromo que habita en el Golfo de México y desova en varios ríos que desembocan en él, desde el sur de Florida al oeste hasta el este de Luisiana. Tiene una de las distribuciones más meridionales de todos los esturiones, que, por lo general, tienden a habitar hábitats más fríos en latitudes más septentrionales. 
El esturión del Golfo fue clasificado como especie amenazada el 30 de octubre de 1991, de conformidad con la Ley de Especies en Peligro de Extinción de 1973. El esturión del Golfo ha estado cubierto por el Apéndice II de la Convención sobre el Comercio Internacional de Especies Amenazadas de Fauna y Flora Silvestres (CITES) desde el 1 de abril de 1998. La ultima evaluación de esta especie en la UICN lo cataloga como una especie en peligro de extinción. Se cree que su área de distribución histórica abarcaba desde el río Suwannee, en la costa occidental de Florida, hasta el río Misisipi, y las aguas marinas de las partes central y oriental del Golfo de México. Las tres especies de esturión del género Scaphirhynchus comparten territorio fluvial con el esturión del Golfo; ninguna de las demás especies de esturión es anádroma.

## Características
La columna vertebral es cartilaginosa (similar a la de los tiburones), al igual que las cinco filas de escudos externos que protegen la cabeza y la parte superior del cuerpo. El cuerpo del esturión del golfo es subcilíndrico, la cabeza consiste en un hocico extendido con cuatro barbillas táctiles en el mentón, delante de la boca. Estas barbillas se utilizan para detectar presas. La boca, similar a una aspiradora, carece de dientes y es protráctil en la superficie inferior de la cabeza. La aleta caudal es asimétrica, con el lóbulo superior más largo que el lóbulo inferior.
El esturión del golfo se distingue del esturión de lago (H. fulvescens) por su boca más estrecha y sus escudos postdorsales y preanales pareados (el esturión de lago solo tiene una fila). Es bastante difícil distinguir visualmente el esturión del golfo del esturión del Atlántico (A. oxyrinchus).

## Taxonomía
El esturión del Golfo fue reconocido por primera vez como un taxón distinto en 1955, recibiendo su nombre del explorador español Hernando de Soto, quien exploró la región habitada por esta especie durante el siglo XVI. Durante mucho tiempo fue tratado como una subespecie del esturión del Atlántico estrechamente relacionado (A. oxyrinchus). Sin embargo, un estudio de 2025 encontró que las dos subespecies tienen suficiente divergencia genética, aunque reciente, entre sí para calificar como especies distintas. Las dos especies son alopátricas y están separadas por la península de Florida, con el esturión del Atlántico reproduciéndose en ríos que drenan el Océano Atlántico mientras que el esturión del Golfo se reproduce en ríos que drenan en el Golfo de México. Se cree que divergieron entre sí durante el Pleistoceno.